# Южная Нарбонна
Южная Нарбо́нна (фр. Narbonne-Sud) — кантон во Франции, находится в регионе Лангедок — Руссильон, департамент Од. Входит в состав округа Нарбонна.
Код INSEE кантона — 1134. Всего в кантон Южная Нарбонна входят две коммуны, из них главной коммуной является Нарбонна.

## Коммуны кантона
| Коммуна  | Население, чел. (1999) | Почтовый индекс | Код INSEE |
| -------- | ---------------------- | --------------- | --------- |
| Баж      | 755                    | 11100           | 11024     |
| Нарбонна | 46 510                 | 11100           | 11262     |

## Население
Население кантона на 1999 год составляло 16 043 человека.
| 1962 | 1968 | 1975 | 1982 | 1990 | 1999   | 2006 | 2007 |
| ---- | ---- | ---- | ---- | ---- | ------ | ---- | ---- |
| -    | -    | -    | -    | -    | 16 043 | -    | -    |